# Nederlandse kampioenschappen schaatsen allround 2011
De Nederlandse kampioenschappen schaatsen allround 2011 voor mannen en vrouwen vonden plaats op 27, 28 en 29 december 2010 op de overdekte schaatsbaan Thialf te Heerenveen.
Titelhouders waren de winnaars van 2010, Elma de Vries en Wouter Olde Heuvel. Twee dagen voor het begin van het toernooi werd bekend dat De Vries haar titel niet zou verdedigen. Ook regerend Europees en wereldkampioen allround Sven Kramer ontbrak aan de start.
Bij de mannen prolongeerde Wouter Olde Heuvel mede dankzij drie afstandzeges zijn titel, hij bleef Koen Verweij (2e) en Jan Blokhuijsen (3e) voor. Bij de vrouwen won Marrit Leenstra mede dankzij twee afstandzeges voor het eerst de titel. Zij bleef Jorien Voorhuis (2e) en Diane Valkenburg (3e) voor.
Tijdens dit NK allround (m/v) waren er naast de nationale titels ook startplaatsen te verdienen voor het Europees kampioenschap in Collalbo. Bij de mannen plaatste naast de top drie ook Renz Rotteveel zich voor het EK. Bij de vrouwen gingen de startplaatsen ook naar de vrouwen op het podium en daarnaast naar Ireen Wüst, die op 15 december al door de TCL van de KNSB was aangewezen zodat zij zich op het NK sprint kon richten dat tegelijkertijd in Thialf werd verreden. Vanwege deze dubbele organisatie waren de wedstrijddagen van het NK allround over drie dagen gespreid.

## Tijdschema
| Programma                 |           |                                                                             |
| Datum                     | Aanvang   | Onderdeel                                                                   |
| maandag 27 december 2010  | 14.30 uur | 500 meter vrouwen 500 meter mannen                                          |
| dinsdag 28 december 2010  | 11.00 uur | 3000 meter vrouwen 5000 meter mannen                                        |
| woensdag 29 december 2010 | 13.15 uur | 1500 meter vrouwen 1500 meter mannen 5000 meter vrouwen 10.000 meter mannen |

## Mannen

### Afstandpodia
| Afstand | 1e                 | 2e                  | 3e              |
| ------- | ------------------ | ------------------- | --------------- |
| 500m    | Koen Verweij       | Jan Blokhuijsen     | Thomas Krol     |
| 5000m   | Wouter Olde Heuvel | Renz Rotteveel      | Jan Blokhuijsen |
| 1500m   | Wouter Olde Heuvel | Renz Rotteveel      | Tim Roelofsen   |
| 10.000m | Wouter Olde Heuvel | Arjen van der Kieft | Koen Verweij    |

### Eindklassement
| Rang   | Schaatser           | Punten  | 500m          | 5000m           | 1500m           | 10.000m          |
| ------ | ------------------- | ------- | ------------- | --------------- | --------------- | ---------------- |
| Goud   | Wouter Olde Heuvel  | 150,699 | 36,85 (5)     | 6.23,17 (1)     | 1.47,38 (1)     | 13.14,79 (1) pr  |
| Zilver | Koen Verweij        | 151,525 | 36,27 (1) pr  | 6.27,16 (4)     | 1.48,00 (4)     | 13.30,97 (3)     |
| Brons  | Jan Blokhuijsen     | 151,960 | 36,50 (2)     | 6.26,25 (3)     | 1.48,75 (5)     | 13.31,79 (4)     |
| 4      | Renz Rotteveel      | 152,184 | 36,94 (6) pr  | 6.24,40 (2) pr  | 1.47,66 (2) pr  | 13.38,36 (5) pr  |
| 5      | Ted-Jan Bloemen     | 153,691 | 37,33 (13)    | 6.27,30 (5)     | 1.49,85 (11)    | 13.40,30 (6)     |
| 6      | Ben Jongejan        | 154,106 | 37,01 (9)     | 6.31,88 (7)     | 1.48,99 (7)     | 13.51,57 (9)     |
| 7      | Tim Roelofsen       | 154,179 | 37,21 (12)    | 6.35,17 (10)    | 1.47,95 (3)     | 13.49,39 (8)     |
| 8      | Frank Hermans       | 154,402 | 37,37 (14)    | 6.33,24 (8) pr  | 1.49,02 (8) pr  | 13.47,36 (7) pr  |
| 9      | Arjen van der Kieft | 155,036 | 39,40 (23)    | 6.27,39 (6)     | 1.51,18 (18) pr | 13.16,74 (2)     |
| 10     | Maurice Vriend      | 155,521 | 37,03 (10)    | 6.36,97 (13) pr | 1.49,86 (12)    | 14.03,71 (11) pr |
| 11     | Pim Cazemier        | 157,022 | 37,58 (16)    | 6.36,37 (12) pr | 1.48,81 (6)     | 14.30,71 (12)    |
| 12     | Boris Kusmirak      | 157,115 | 38,89 (22)    | 6.33,80 (9)     | 1.51,42 (19)    | 13.54,11 (10)    |
| NC13   | Thomas Krol         | 113,770 | 36,63 (3)     | 6.46,30 (21) pr | 1.49,53 (9) pr  |                  |
| NC14   | Thom van Beek       | 114,122 | 37,71 (18)    | 6.38,96 (17) pr | 1.49,55 (10) pr |                  |
| NC15   | Bart van den Berg   | 114,287 | 37,68 (17)    | 6.37,81 (14)    | 1.50,48 (17)    |                  |
| NC16   | Robbert de Rijk     | 114,435 | 37,41 (15)    | 6.42,75 (19)    | 1.50,25 (14)    |                  |
| NC17   | Adriaan van Velde   | 114,449 | 37,06 (11) pr | 6.46,29 (20) pr | 1.50,28 (15) pr |                  |
| NC18   | Ralph de Haan       | 114,550 | 38,10 (20)    | 6.35,87 (11)    | 1.50,29 (16)    |                  |
| NC19   | Lucas van Alphen    | 114,626 | 36,96 (8) pr  | 6.49,83 (22)    | 1.50,05 (13) pr |                  |
| NC20   | Jos de Vos          | 115,165 | 38,09 (19) pr | 6.38,19 (15) pr | 1.51,77 (20) pr |                  |
| NC21   | Bernd Zweden        | 115,585 | 36,84 (4) pr  | 6.54,65 (23) pr | 1.51,84 (22) pr |                  |
| NC22   | Rigard van Klooster | 115,729 | 36,94 (6)     | 6.55,29 (24)    | 1.51,78 (21)    |                  |
| NC23   | Marco Bos           | 115,937 | 38,60 (21)    | 6.38,67 (16) pr | 1.52,41 (23)    |                  |
| NC24   | Mark Ooijevaar      | 117,370 | 39,90 (24)    | 6.39,44 (18)    | 1.52,88 (24)    |                  |

## Vrouwen

### Afstandpodia
| Afstand | 1e               | 2e               | 3e              |
| ------- | ---------------- | ---------------- | --------------- |
| 500m    | Marrit Leenstra  | Diane Valkenburg | Linda de Vries  |
| 3000m   | Diane Valkenburg | Jorien Voorhuis  | Marrit Leenstra |
| 1500m   | Marrit Leenstra  | Diane Valkenburg | Jorien Voorhuis |
| 5000m   | Jorien Voorhuis  | Yvonne Nauta     | Marrit Leenstra |

### Eindklassement
| Rang   | Schaatsster            | Punten     | 500m          | 3000m           | 1500m           | 5000m              |
| ------ | ---------------------- | ---------- | ------------- | --------------- | --------------- | ------------------ |
| Goud   | Marrit Leenstra        | 163,782    | 39,21 (1)     | 4.09,14 (3)     | 1.57,57 (1)     | 7.18,59 (3)        |
| Zilver | Jorien Voorhuis        | 165,342    | 40,43 (4)     | 4.09,11 (2)     | 1.59,61 (3)     | 7.15,24 (1)        |
| Brons  | Diane Valkenburg       | 166,089    | 40,13 (2) pr  | 4.08,77 (1)     | 1.59,14 (2)     | 7.27,85 (8) (+val) |
| 4      | Linda de Vries         | 166,271 pr | 40,24 (3) pr  | 4.11,76 (4) pr  | 1.59,66 (4) pr  | 7.21,85 (5) pr     |
| 5      | Yvonne Nauta           | 167,040 pr | 41,06 (14)    | 4.12,23 (5)     | 2.00,50 (5) pr  | 7.17,75 (2) pr     |
| 6      | Carlijn Achtereekte    | 168,185 pr | 40,94 (13) pr | 4.14,68 (9) pr  | 2.02,34 (11) pr | 7.20,19 (4)        |
| 7      | Rixt Meijer            | 168,895 pr | 40,69 (7) pr  | 4.17,35 (13) pr | 2.02,24 (9) pr  | 7.25,68 (7) pr *   |
| 8      | Irene Schouten         | 169,080 pr | 40,75 (7) pr  | 4.17,30 (12) pr | 2.01,82 (6) pr  | 7.28,41 (9)        |
| 9      | Annouk van der Weijden | 169,102    | 40,76 (6)     | 4.13,46 (6) pr  | 2.04,63 (18)    | 7.25,56 (6)        |
| 10     | Paulien van Deutekom   | 169,188    | 40,60 (6)     | 4.14,04 (7)     | 2.01,57 (7)     | 7.36,25 (10)       |
| NC11   | Lisette van der Geest  | 124,203    | 41,16 (16)    | 4.14,46 (8)     | 2.01,90 (18)    | t.z.t. *           |
| NC12   | Cindy Vergeer          | 124,876    | 40,88 (10) pr | 4.18,50 (14) pr | 2.02,74 (13) pr |                    |
| NC13   | Pien Keulstra          | 125,226    | 41,19 (18)    | 4.19,54 (15)    | 2.02,34 (11)    |                    |
| NC14   | Jorieke van der Geest  | 125,271    | 40,54 (5) pr  | 4.21,69 (16) pr | 2.03,35 (14) pr |                    |
| NC15   | Miranda Dekker         | 125,438    | 40,88 (10) pr | 4.22,85 (18) pr | 2.02,25 (10) pr |                    |
| NC16   | Moniek Kleinsman       | 125,786    | 41,18 (17)    | 4.17,00 (11)    | 2.05,35 (19)    |                    |
| NC17   | Reina Anema            | 126,997    | 41,13 (15) pr | 4.22,69 (17) pr | 2.06,26 (21)    |                    |
| NC18   | Charlotte Bakker       | 127,191    | 41,35 (20)    | 4.25,81 (20)    | 2.04,62 (17)    |                    |
| NC19   | Eline Bennis           | 127,250    | 41,62 (21) pr | 4.25,08 (19) pr | 2.04,35 (16) pr |                    |
| NC20   | Iris van der Stelt     | 128,189    | 41,32 (19) pr | 4.29,78 (21)    | 2.05,72 (20) pr |                    |
| -      | Marije Joling          | 83,871     | 40,90 (12)    | DQ              | 2.03,59 (15)    |                    |
| -      | Janneke Ensing         | 40,900     | DQ            | 4.16,05 (10)    | DNS             |                    |

Lisette van der Geest trok zich terug voor de afsluitende 5000m, Rixt Meijer reed in haar plaats. 